# جورج إف. د. داف
جورج إف. د. داف هو أستاذ جامعي ورياضياتي كندي، ولد في 29 يوليو 1926 في تورونتو في كندا، وتوفي بنفس المكان في 2 مارس 2001.